# 江油实验学校高中部
江油实验学校（高中部），是四川省绵阳市江油市的普通民办高中，由江油市鸿飞教育集团举办，江油市教体文广局主办，江油中学、江油一中合作协办。江实高中部自2017年8月31日起正式开学，暂时与四川省江油中学共用校址。

## 学校情况

### 招生
2017年秋季学期，该校共招收应届高一学生800名，其中绵阳市内学生200名。

### 硬件环境
至于四川省江油中学内部环境，请参见：四川省江油中学 相关章节。
江油实验学校高中部与江油中学共用校址，占用江油中学5号教学楼并在楼内加装空调等设施。而其它设施如食堂、宿舍、图书馆、运动设施等则与四川省江油中学共用。
2018年秋季，江油实验学校高中部将整体迁至江油市城区西部新建的校区。新校区以红色为主色调，包括生活、教学、办公和运动四个分区，规划有整体式主教学楼、标准运动场与高层学生公寓。目前新校区正在施工前期准备阶段。

### 费用
江油实验学校高中部的学费为1.8万/人/年。而其余各项费用暂时与四川省江油中学以相同标准收取。

## 争议
江油实验学校（高中部）由于从公办学校中抽取优秀师资来作为学校师资力量，被网友质疑是以教育名义变相敛财，恶化江油教育环境。